# Aedes britteni
Aedes britteni är en tvåvingeart som beskrevs av E. Sydney Marks och Hodgkin 1958. Aedes britteni ingår i släktet Aedes och familjen stickmyggor. Inga underarter finns listade i Catalogue of Life.